# Stretton (East Staffordshire)
Pour les articles homonymes, voir Stretton.
Stretton est un village et une paroisse civile du Staffordshire, en Angleterre.